# Mia Brookes
Mia Brookes, född 19 januari 2007 är en brittisk snowboardåkare som vann slopestyle vid världsmästerskapen 2023 och kom tvåa i världscupens slopestyletävling i Laax säsongen 2022-23.

## Uppväxt
Brookes kommer från Sandbach, Cheshire, England. Hon lärde sig att åka snowboard 18 månader gammal, på ett skidcenter i Stoke-on-Trent där hennes farförälder arbetade. Hennes föräldrar tillbringade fem skidsäsonger i Chamonix, Frankrike när Brookes var ung, och hon fortsatte utveckla sin snowboardåkning på Chill Factore i Manchester. Brookes har gått på Sandbach High School och under covid-19-pandemin studerade hon på distans så att hon kunde tävla i snowboardevenemang på det europeiska fastlandet.

## Karriär
Brookes har tränat i Laax, Schweiz, Livigno, Italien och Hintertux, Österrike. Hon bjöds in till det brittiska programmet GB Snowsport vid 10 års ålder, och 11 år gammal tävlade hon vid brittiska snowboardmästerskapen 2018 i Laax.
I december 2020 gjorde Brookes sin internationella debut och placerade sig som tvåa i en Europa Cup-tävling i Piz Corvatsch. 2022 vann hon juniorvärldsmästerskapet i big air och slutade tvåa i slopestyle-tävlingen.  Hon tvåa i världscupens slopestyletävling i Laax säsongen 2022-23 och kom sexa i eventet vid 2023 X Games.
Brookes vann i grenen slopestyle vid världsmästerskapen 2023. Som sextonåring var hon den yngsta snowboardvärldsmästaren någonsin och den första brittiska personen att vinna en världstitel i slopestyle. I sitt vinnande åk blev hon den första kvinnan att framgångsrikt utföra tricket CAB 1440 i en tävling.